# 魯東大学
魯東大学（中国語：鲁东大学，Pinyin：Ludong Daxue）は、中華人民共和国山東省煙台市にある公立大学。1930年に創立され、2006年に魯東大学に昇格される。22の学院（学部）を持ち、大学院博士課程を有している。留学生受入認定大学でもある。

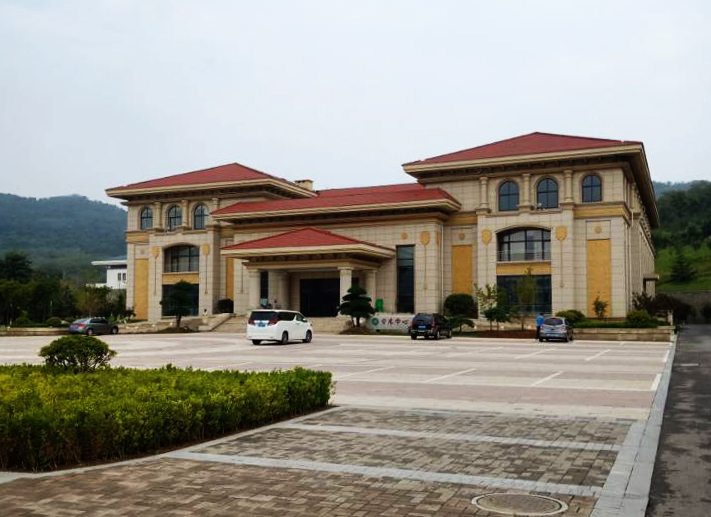
魯東大学

## 沿革
- 1930年6月 前身の山東省立第二郷村師範学校が設立。
- 1934年2月 山東省立莱陽簡易郷村師範学校に改称。
- 1937年 閉鎖。
- 1938年8月 胶東公学が成立。
- 1943年12月 山東省立胶東公学として復活。
- 1946年6月 胶東師範学校が成立。
- 1948年1月 閉鎖。
- 1948年10月 再開。
- 1950年7月 山東省莱陽師範学校に改名。
- 1958年8月 莱陽師範専科学校が成立。
- 1960年12月 烟台師範専科学校に改称。
- 1962年7月 烟台教師研修学校に改称。
- 1964年4月 烟台師範専科学校に復称。
- 1984年1月 烟台師範学院に昇格。
- 2001年3月 山東省交通学校を合併。
- 2006年2月 魯東大学に改称。

## 学部
- マルクス主義学院
- 文学院
- 外国語学院
- 歴史文化学院（伝統文化与現代思想研究院）
- 法学院
- 教育科学学院（問題青少年教育矯正研究院）
- 初等教育学院
- 体育学院
- 商学院
- 数学・統計科学学院
- 物理・光電工程学院
- 化学・材料科学学院
- 生命科学学院
- 資源・環境工程学院
- 交通学院
- 蔚山船舶与海洋学院
- 土木工程学院
- 水利工程学院（跨海工程研究院、環渤海発展研究院）
- 信息与電気工程学院
- 集積回路学院
- 食品工程学院
- 農学院
- 芸術学院
- 国際教育学院
- 張煒文学研究院（万松浦本院、膠東文化研究院、文学博物館）
- 浜海生態高等研究院
- 農林工程研究院

## 対外関係

### 日本における協定校
- 二松学舎大学
- 武蔵野大学
- 千葉大学
- 山梨英和大学
- 愛知学院大学
- 倉敷芸術科学大学
- 作陽大学
- 別府大学
- 長崎外国語大学

- 学校法人 京都外国語大学 京都外国語専門学校